# Les Autobus du Fort
La société Les Autobus du Fort, dont le siège social est situé au no 241 du chemin du Loup à Villepinte (Seine-Saint-Denis), est une entreprise de transports routiers réguliers de voyageurs qui fait partie du groupe Transdev. Ses lignes desservent le département de la Seine-Saint-Denis, ainsi que les communes de Chelles (Seine-et-Marne) et Fontenay-sous-Bois (Val-de-Marne).

## Ouverture à la concurrence
Le 1er janvier 2023, à la suite de l'ouverture à la concurrence du réseau de transport en commun francilien, les lignes 702 et 703 sont intégrées au nouveau réseau de bus Terres d'Envol en passant sous l'exploitation de Transdev Nord Seine-Saint-Denis. En outre, la ligne 701 a été reprise par Transdev TRA.

## Identité visuelle

Ancien logo des Autobus du Fort
Logo de la ligne 702 Express
Logo de la ligne 703